# Leptosphaeria maculans
Espèce
Synonymes
Phyllosticta brassicae

Sphaeria maculans Sowerby (1803)
Leptosphaeria maculans (anamorphe : Phoma lingam) est un champignon phytopathogène hémibiotrophe de la classe des dothideomycetes, division des Ascomycota. Il cause une pathologie appelée « nécrose du collet », ou « pied noir », sur les plantes de la famille des Brassicaceae, qui inclut la navette, la moutarde noire, le chou et surtout le colza (Brassica napus).

## Taxonomie
Leptosphaeria maculans appartient à l’ordre des Pleosporales, dans lequel on retrouve d’autres phytopathogènes comme Cochliobolus heterostrophus, Phaeosphaeria nodorum ou encore Alternaria alternata .
Leptosphaeria maculans forme un complexe d’espèce avec Leptosphaeria biglobosa, une autre espèce du genre Leptosphaeria qui colonise les mêmes hôtes mais avec un timing différent. On retrouve 7 sous-espèces au sein de ce complexe, 2 chez Leptosphaeria maculans (« brassicaceae » et « lepidi »), et 7 chez Leptosphaeria biglobosa (« brassicaceae », « canadensis », erysimii », « australensis » et « thlaspii »). Seul Leptosphaeria maculans est capable de provoquer une verse parasitaire en fin de saison culturale, et donc de provoquer des dégâts sur les cultures .

## PathosystèmeLeptosphaeria maculans/Brassica napus
Leptosphaeria maculans peut se développer sur toutes les plantes de la famille des Brassicaceae (anciennement Crucifères), et particulièrement sur celles du genre Brassica. Il peut également infecter la plante modèle Arabidopsis thaliana, ce qui facilite son étude en laboratoire .
Leptosphaeria maculans possède un cycle de vie complexe sur le colza. Il commence par une phase de développement saprophyte sur les débris de culture. Cette phase est d’une importance cruciale pour le champignon, car c’est à ce moment qu’il accomplit sa reproduction sexuée. Des ascospore sont produites en quantité importante et constituent la source de l’inoculum primaire. Ces ascospores sont libérées à la suite d'une baisse de température associée à des précipitations (généralement vers la période des semis de colza, au début de l’automne). Elles peuvent se déplacer sur de grandes distances et se déposent sur les feuilles des plantules de colza et y germent. Le champignon différencie alors un hyphe de pénétration qui pénètre dans la plante par les stomates ou des blessures au niveau des feuilles. La deuxième phase de la vie du champignon débute, avec un développement nécrotrophe qui  coïncide avec la formation de macules sur les feuilles. Sur ces macules se différencient des pycnides, dans lesquelles seront produites des pycnidiospores (des spores asexuées). Ces pycnidiospores sont disséminées sur des distances plus courtes que les ascospores et provoquent des cycles secondaires d’infection .
Par la suite, Leptosphaeria maculans devient endophyte au cours d’une phase de développement asymptomatique (pouvant durer jusqu’à neuf mois) durant laquelle il  colonise la tige de la plante. Enfin, vers le début de l’été, Leptosphaeria maculans redevient nécrotrophe et provoque la nécrose de la tige. Cette nécrose, qui donne son nom à la maladie, a pour conséquence une verse parasitaire, responsable de pertes de rendement importantes dans la culture du colza (30 à 50 % selon les années).
Leptosphaeria maculans possède donc une capacité exceptionnelle à alterner entre des modes de vie très différents : saprophytisme, parasitisme nécrotrophe et endophytisme.

## Génome deLeptosphaeria maculans
Le génome de Leptosphaeria maculans a été séquencé en 2011. Il comporte 45,12 Mb, réparties sur 17 ou 18 chromosomes selon les souches (dont un minichromosome non nécessaire transmis de manière non-mendelienne). 12 649 gènes ont été prédits, ce qui est relativement proche des génomes des ascomycètes (qui contiennent entre 10 000 et 15 000 gènes). En revanche, contrairement aux autres génomes d’ascomycètes, le génome de Leptosphaeria maculans contient beaucoup d’éléments répétés (environ 33 % du génome). En effet il semble que ce génome ait été massivement envahi par des éléments transposables, qui ont par la suite été inactivés par le phénomène de RIP (Repeat Induced Point mutation), un mécanisme préméiotique propre à la plupart des champignons filamenteux qui permet de réguler la propagation des éléments répétés en mutant les cytosine en thymine. Ces deux phénomènes (invasion par les éléments transposables et inactivation par le RIP) ont pour conséquence une structure du génome de Leptosphaeria maculans en deux types de régions : une partie du génome présente un pourcentage équilibré en guanine et cytosine (51 % de GC). Ce sont les isochores GC. L’autre partie du génome possède un taux de guanine et cytosine plus faible (environ 34 %) et correspond aux régions envahies par les éléments transposables. Ce sont les isochores AT, qui représente un tiers du génome (n’incluant pas les régions répétées plus communes, tel que les régions centromériques ou télomériques). Les isochores GC regroupent 95 % des gènes prédits. Les isochores AT ne contiennent que 5 % de ces gènes prédits et possèdent un faible taux de recombinaison par crossing-over.
Il a été récemment proposé que les isochores AT permettent une évolution très rapide des gènes codant des effecteurs, des molécules synthétisées par l'agent pathogène dans le but de détourner l’immunité de la plante, sur lesquels Leptosphaeria maculans base sa stratégie parasitaire. En effet le phénomène de RIP entraînerait une divergence des séquences situées dans ces régions. Les gènes codant des effecteurs seraient donc fréquemment mutés voire inactivés. Cela explique l’adaptation extrêmement rapide de Leptosphaeria maculans aux contraintes environnementales et aux variétés résistantes déployées dans le cadre de la lutte génétique.
D’un point de vue chronologique, il semble que la classe des Dothidéomycetes se soit séparée il y a 251 à 289 millions d’années. L’ordre des Pléosporales, comportant beaucoup de phytopathogènes, serait apparu il y a 97 à 112 millions d’années (à une époque où les plantes commencent à être très répandues à la surface de la Terre), Leptosphaeria maculans aurait divergé il y a 50 à 57 millions d’années, et l’invasion de son génome par des éléments transposables daterait d’il y a 4 à 20 millions d’années. Cet agent pathogène a donc une longue histoire évolutive derrière lui.

## Moyens de lutte

### Lutte chimique
En 2013, seuls 4 fongicides étaient autorisés pour le traitement du phoma du colza : 2 de la famille des triazoles et 2 de la famille des carboxamides. Fin 2013, un nouveau fongicide a reçu une autorisation de mise sur le marché : PROPULSE (constitué d’un mélange de prothioconazole  et de Fluopyram ), mis au point par la société BAYER. 	
Le rendement de la lutte chimique faisant appel aux fongicides est considéré comme médiocre. Les seuls fongicides utilisables contre Leptosphaeria maculans étant des fongicides préventifs (destinés à empêcher la colonisation des feuilles par le champignon), leur efficacité est grandement diminuée en cas de pluie. Or la dissémination des ascospores de Leptosphaerai maculans est grandement facilitée par la pluie. De plus, ces fongicides sont totalement inefficaces au cours de la phase de vie endophyte du champignon (lorsqu’il colonise la tige).

### Lutte agronomique
La lutte contre Leptosphaeria maculans peut passer par de simples pratiques culturales adaptées. Une période de semis optimale doit être respectée, et le semis ne doit pas être fait de manière trop dense (pas plus de 40 graines par m²). De plus, limiter les apports d’engrais organiques permet de limiter la disponibilité en azote pour le champignon et complique son développement. Enfin, il est très important d’enfouir les débris de cultures (paille...) afin d’empêcher la période de reproduction sexuée de Leptosphaeria maculans, cruciale pour l’adaptation du champignon.

### Lutte génétique
La lutte génétique est le moyen de lutte le plus efficace contre Leptosphaeria maculans. Elle consiste à utiliser des variétés de colza présentant des caractères de résistance contre Leptosphaeria maculans selon les modalités du modèle gène-pour-gène. Selon ce modèle, la résistance d’une plante à un agent pathogène donné, ainsi que la capacité de cet agent pathogène à provoquer une maladie sur cette plante, sont deux paramètres contrôlés par deux gènes : un gène de résistance (R) de la plante, et un gène d’avirulence (Avr) de l’agent pathogène. Les plantes exprimant un gène R spécifique sont résistantes aux agents pathogènes exprimant le gène Avr correspondant.
Dans le cadre du pathosystème Leptosphaeria maculans / Brassica napus, des variétés de colza exprimant un gène de résistance à Leptosphaeria maculans (Rlm) reconnaissant le gène d’avirulence de Leptosphaeria maculans (AvrLm) correspondant sont utilisées. La reconnaissance du gène d’avirulence par le gène de résistance entraîne une résistance de la plante et une incapacité de l’agent pathogène à provoquer une maladie. 	
Les résistances variétales conférées par un seul gène sont généralement très efficaces, mais peuvent être contournées assez rapidement via l’apparition de souches de Leptosphaeria maculans résistantes. La résistance Rlm1, reconnaissant le gène d’avirulence AvrLm1, a ainsi été contournée après 5 ans d’utilisation au champ. De nouvelles sources de résistance sont donc continuellement recherchées. À ce jour 11 interactions génétiques Rlm/AvrLm ont été caractérisées, mais toutes ne sont pas encore exploitées,,.